# Foglossning
Foglossning (symfyseolys) är ett fysiologiskt fenomen under graviditet då bäckenringens broskfogar under hormonernas inverkan mjukas upp och bäckenringens ben därmed lossnar från varandra. Genom denna fysiska förändring förbereds kvinnans kropp för att föda barnet, genom att uppmjukningen ökar måtten i bäckenets in- och utgång med 1–2 cm.
Så snart kvinnan har fött sitt barn och hormonnivåerna återgår till det icke-gravida tillståndet så stelnar åter broskfogarna och benringen blir stabil igen. Vanligen upplever den gravida kvinnan smärta i bäckenet samt en trötthetskänsla i ländryggen i samband med foglossningen. 
Ibland blir den här fysiologiska foglossningen symtomgivande. Orsaken till detta är oklart. Det uppstår smärtor i symfysen (fogen mellan blygdbenen) och/eller de bakre bäckenlederna (SI-lederna) vilket även kan ge ländryggsbesvär som ofta diagnostiseras som lumbago. Hans Christian Östgaard hävdar i en studie att om kvinnan upplever smärta i ländryggen i samband med foglossning att kvinnan ofta tidigare har haft ryggbesvär och att det knappast kan finnas något samband mellan lumbal ryggsmärta och graviditet..
Ibland inträffar det att broskfogarna brister om kvinnan har dåligt utvecklade rygg-, bäckenbottens- och sätesmuskler och man talar då om symfyseolys-lesioner. Bästa sättet att undvika detta är att kvinnor både före och under graviditet tränar dessa muskler. Genom att ha vältränade mag- och ryggmuskler kan man avlasta bäckenet. Därför är det viktigt i början av graviditeten att man håller igång med sin träning. 
Även mekanisk kraft, som till exempel en olycka, minitrauma eller själva förlossningen kan leda till bristningar. De som drabbas av detta kan uppleva mindre smärta genom att bära ett så kallat trochanterbälte.
Foglossningen vid varje graviditet lämnar spår på bäckenfogen vid blygdbenet, vilket rättsläkare och arkeologer använder för att bättre kunna köns- och åldersbestämma kvarlevor man undersöker. Bäckenets form är könsskiljande i allmänhet, men en blygdbensfog med kvarstående märken efter foglossning säger definitivt att det rör sig om ett kvinnligt bäcken. Detta kan endast ses på kvinnor som varit gravida.

## Behandling av foglossning
Det finns idag ingen behandling som bevisat botar bäckensmärtor under graviditeten. Ett antal studier har visat att smärtan kan lindras med akupunktur och specifik sjukgymnastik.